# Lamponella ainslie
Lamponella ainslie is een spinnensoort uit de familie Lamponidae. De soort komt voor in het zuiden van Australië en Tasmanië.